# Bing Du
Bing Du é um filme de drama taiwanês de 2014 dirigido e escrito por Midi Z. Foi selecionado como representante de Taiwan à edição do Oscar 2015, organizada pela Academia de Artes e Ciências Cinematográficas.

## Elenco
- Wang Shin-hong
- Wu Ke-xi